# Gran Premio d'Olanda 1973
Il Gran Premio d'Olanda 1973, XXI Grote Prijs van Nederland di Formula 1 e decima gara del campionato di Formula 1 del 1973, si è svolto il 29 luglio sul circuito di Zandvoort, modificato per questa edizione dall'aggiunta della chicane Panoramabocht, ed è stato vinto da Jackie Stewart su Tyrrell-Ford Cosworth.

## Vigilia
Il circuito di Zandvoort è stato modificato per questa edizione dall'aggiunta della chicane Panoramabocht.
Da segnalare, in questa gara, l'assenza delle Ferrari. Le scarse prestazioni della 312 B3 avevano convinto Enzo Ferrari a disertare il Gran Premio d'Olanda e quello successivo in Germania per poter apportare delle modifiche alla monoposto, al fine di riguadagnare competitività.

## Qualifiche
| Pos | No | Pilota               | Costruttore       | Squadra                        | Tempo   | Gap    |
| --- | -- | -------------------- | ----------------- | ------------------------------ | ------- | ------ |
| 1   | 2  | Ronnie Peterson      | Lotus-Ford        | John Player Team Lotus         | 1:19.47 |        |
| 2   | 5  | Jackie Stewart       | Tyrrell-Ford      | Elf Team Tyrrell               | 1:19.97 | +0.50  |
| 3   | 6  | François Cevert      | Tyrrell-Ford      | Elf Team Tyrrell               | 1:20.12 | +0.65  |
| 4   | 7  | Denny Hulme          | McLaren-Ford      | Yardley Team McLaren           | 1:20.31 | +0.84  |
| 5   | 10 | Carlos Reutemann     | Brabham-Ford      | Motor Racing Developments Ltd  | 1:20.59 | +1.12  |
| 6   | 8  | Peter Revson         | McLaren-Ford      | Yardley Team McLaren           | 1:20.60 | +1.13  |
| 7   | 27 | James Hunt           | March-Ford        | Hesketh Racing                 | 1:20.70 | +1.23  |
| 8   | 24 | Carlos Pace          | Surtees-Ford      | Brooke Bond Oxo Team Surtees   | 1:21.02 | +1.55  |
| 9   | 20 | Jean-Pierre Beltoise | BRM               | Marlboro BRM                   | 1:21.14 | +1.67  |
| 10  | 17 | Jackie Oliver        | Shadow-Ford       | UOP Shadow Racing Team         | 1:21.23 | +1.76  |
| 11  | 21 | Niki Lauda           | BRM               | Marlboro BRM                   | 1:21.43 | +1.96  |
| 12  | 19 | Clay Regazzoni       | BRM               | Marlboro BRM                   | 1:21.56 | +2.09  |
| 13  | 11 | Wilson Fittipaldi    | Brabham-Ford      | Motor Racing Developments Ltd  | 1:21.82 | +2.35  |
| 14  | 28 | Rikky von Opel       | Ensign-Ford       | Team Ensign                    | 1:22.01 | +2.54  |
| 15  | 25 | Howden Ganley        | Iso Marlboro-Ford | Frank Williams Racing Cars     | 1:22.10 | +2.63  |
| 16  | 1  | Emerson Fittipaldi   | Lotus-Ford        | John Player Team Lotus         | 1:22.24 | +2.77  |
| 17  | 12 | Graham Hill          | Shadow-Ford       | Embassy Racing                 | 1:22.50 | +3.03  |
| 18  | 14 | Roger Williamson     | March-Ford        | STP March Racing Team          | 1:22.72 | +3.25  |
| 19  | 22 | Chris Amon           | Tecno             | Martini Racing                 | 1:22.73 | +3.26  |
| 20  | 26 | Gijs Van Lennep      | Iso Marlboro-Ford | Frank Williams Racing Cars     | 1:22.95 | +3.48  |
| 21  | 18 | David Purley         | March-Ford        | LEC Refrigeration Racing       | 1:23.09 | +3.62  |
| 22  | 16 | George Follmer       | Shadow-Ford       | UOP Shadow Racing Team         | 1:24.14 | +4.67  |
| 23  | 15 | Mike Beuttler        | March-Ford        | Clarke-Mordaunt-Guthrie Racing | 1:24.45 | +4.98  |
| 24  | 23 | Mike Hailwood        | Surtees-Ford      | Brooke Bond Oxo Team Surtees   | 1:32.33 | +12.86 |

## Gara
La gara fu funestata dalla morte di Roger Williamson: vittima di un incidente, il pilota rimase intrappolato nella vettura ribaltata che prese fuoco, mentre il solo David Purley si fermò a soccorrerlo nella quasi totale assenza di mezzi di soccorso.
| Pos | No | Pilota               | Costruttore       | Giri | Tempo/Ritiro        | Pos. Griglia | Punti |
| --- | -- | -------------------- | ----------------- | ---- | ------------------- | ------------ | ----- |
| 1   | 5  | Jackie Stewart       | Tyrrell-Ford      | 72   | 1:39:12.4           | 2            | 9     |
| 2   | 6  | François Cevert      | Tyrrell-Ford      | 72   | + 15.83             | 3            | 6     |
| 3   | 27 | James Hunt           | March-Ford        | 72   | + 1:03.01           | 7            | 4     |
| 4   | 8  | Peter Revson         | McLaren-Ford      | 72   | + 1:09.13           | 6            | 3     |
| 5   | 20 | Jean-Pierre Beltoise | BRM               | 72   | + 1:13.37           | 9            | 2     |
| 6   | 26 | Gijs Van Lennep      | Iso Marlboro-Ford | 70   | + 2 Giri            | 20           | 1     |
| 7   | 24 | Carlos Pace          | Surtees-Ford      | 69   | + 3 Giri            | 8            |       |
| 8   | 19 | Clay Regazzoni       | BRM               | 68   | + 4 Giri            | 12           |       |
| 9   | 25 | Howden Ganley        | Iso Marlboro-Ford | 68   | + 4 Giri            | 15           |       |
| 10  | 16 | George Follmer       | Shadow-Ford       | 67   | + 5 Giri            | 22           |       |
| 11  | 2  | Ronnie Peterson      | Lotus-Ford        | 66   | + 6 giri            | 1            |       |
| NC  | 12 | Graham Hill          | Shadow-Ford       | 56   | Non Classificato    | 17           |       |
| Rit | 21 | Niki Lauda           | BRM               | 52   | Pompa della benzina | 11           |       |
| Rit | 23 | Mike Hailwood        | Surtees-Ford      | 52   | Problemi Elettrici  | 24           |       |
| Rit | 7  | Denny Hulme          | McLaren-Ford      | 31   | Motore              | 4            |       |
| Rit | 11 | Wilson Fittipaldi    | Brabham-Ford      | 27   | Incidente           | 13           |       |
| Rit | 22 | Chris Amon           | Tecno             | 22   | Alimentazione       | 19           |       |
| Rit | 10 | Carlos Reutemann     | Brabham-Ford      | 9    | Gomma               | 5            |       |
| Rit | 18 | David Purley         | March-Ford        | 8    | Ritiro volontario   | 21           |       |
| Rit | 14 | Roger Williamson     | March-Ford        | 7    | Incidente mortale   | 18           |       |
| Rit | 1  | Emerson Fittipaldi   | Lotus-Ford        | 2    | Problemi Elettrici  | 16           |       |
| Rit | 15 | Mike Beuttler        | March-Ford        | 2    | Problemi Elettrici  | 23           |       |
| Rit | 17 | Jackie Oliver        | Shadow-Ford       | 1    | Incidente           | 10           |       |
| NP  | 28 | Rikky von Opel       | Ensign-Ford       | 0    | Non Partito         | 14           |       |

## Statistiche
Piloti
- 26ª vittoria per Jackie Stewart (nuovo record)
- 1° podio per James Hunt
- Ultimo Gran Premio per Roger Williamson

Costruttori
- 15° vittoria per la Tyrrell
- 30° podio per la Tyrrell

Motori
- 61° vittoria per il motore Ford Cosworth

Giri al comando
- Ronnie Peterson (1-63)
- Jackie Stewart (64-72)

## Classifiche

### Piloti
| Pos. | Pilota               | Punti |
| ---- | -------------------- | ----- |
| 1    | Jackie Stewart       | 51    |
| 2    | Emerson Fittipaldi   | 41    |
| 3    | François Cevert      | 39    |
| 4    | Ronnie Peterson      | 25    |
| 5    | Peter Revson         | 23    |
| 6    | Denis Hulme          | 23    |
| 7    | Carlos Reutemann     | 8     |
| 8    | James Hunt           | 8     |
| 9    | Jacky Ickx           | 8     |
| 10   | Arturo Merzario      | 6     |
| 11   | George Follmer       | 5     |
| 12   | Jean-Pierre Beltoise | 4     |
| 13   | Andrea De Adamich    | 3     |
| 14   | Niki Lauda           | 2     |
| 15   | Wilson Fittipaldi    | 1     |
| 16   | Clay Regazzoni       | 1     |
| 17   | Chris Amon           | 1     |
| 18   | Gijs van Lennep      | 1     |

### Costruttori
| Pos. | Team              | Punti |
| ---- | ----------------- | ----- |
| 1    | Tyrrell-Ford      | 62    |
| 2    | Lotus-Ford        | 58    |
| 3    | McLaren-Ford      | 38    |
| 4    | Ferrari           | 12    |
| 5    | Brabham-Ford      | 12    |
| 6    | March-Ford        | 8     |
| 7    | BRM               | 7     |
| 8    | Shadow-Ford       | 5     |
| 9    | Tecno             | 1     |
| 10   | Iso Marlboro-Ford | 1     |